# Tomás Estrada Palma
Tomás Cirilo José de la Caridad Estrada Palma (Bayamo, 9 luglio 1832 – Santiago di Cuba, 4 novembre 1908) è stato un politico cubano.

## Biografia
Figlio unico di Andrés duca (Duque) de Estrada y Palma e di sua moglie e cugina, Maria Candelaria de Palma y Tamayo, la sua famiglia era una delle più antiche di tutta Cuba e vantava discendenza direttamente dal sovrano castigliano Ferdinando I di León, ricoprendo sin dal XVII secolo posizioni di un certo rilievo nell'amministrazione dell'isola. Studiò legge all'Università dell'Avana e terminò gli studi all'Università di Siviglia. Dopo aver intrapreso la carriera legale e dopo la morte di suo padre, fece ritorno a Cuba per prendersi cura dell'eredità paterna, e nelle sue haciendas cercò di insegnare agli schiavi sia a leggere che a scrivere.

### Incarichi amministrativi e partecipazione allaGuerra dei Dieci Anni
Eletto regidor, ovvero presidente, dell'Ayuntamiento di Bayamo, nel 1868, fu incaricato nell'ottobre dello stesso anno dal governo spagnolo di far parte di una delegazione diplomatica che avrebbe dovuto persuadere il rivoluzionario Carlos Manuel de Céspedes a deporre le armi. Entrato in contatto con l'ideale nazionalista e rivoluzionario, ne divenne simpatizzante e si schierò da parte dei rivoltosi nella Guerra dei dieci anni contro l'Impero spagnolo; nel 1875 seguì il generale insurrezionalista Máximo Gómez Báez nella sua campagna di conquista della parte occidentale dell'isola. Nel febbraio 1875 si unì alle truppe del generale Vicente García González, e appoggiò la richiesta di destituzione del Presidente della Repubblica di Cuba in armi Salvador Cisneros Betancourt. Nel 1876 venne nominato segretario per gli affari esteri dal nuovo Presidente Juan Bautista Spotorno ed il 29 marzo dello stesso anno venne nominato egli stesso Presidente della Repubblica in armi.
Il 19 ottobre 1877 venne arrestato dagli spagnoli e incarcerato prima nel Castillo del Morro de L'Avana e successivamente trasferito in Spagna, prima presso il castello-fortezza di Santa Catalina a Cadice e poi a Figueres, a nord di Barcellona. Dopo la firma della pace di Zanjón, che pose fine alla guerra tra ribelli cubani e spagnoli, con la resa dell'esercito ribelle, Estrada Palma venne liberato nel febbraio 1878, ma essendo in pieno disaccordo con il contenuto degli accordi di Zanjón, si rifiutò di fare ritorno in patria, trasferendosi prima negli Stati Uniti e successivamente in Honduras, su invito del suo parente, il poeta José Joaquín Palma.
In Honduras, stabilitosi a Tegucigalpa, venne nominato direttore del servizio postale, Servicio Postal de Honduras, tramite le sue riforme amministrative permise all'Honduras di diventare membro dell'Unione Postale Universale. In seguito occupò posti di alta responsabilità presso il dipartimento della Pubblica Istruzione honduregno, dove conobbe la sua futura moglie, Genoveva Guardiola y Arbizu, figlia del Presidente delle Honduras, José Santos Guardiola, che sposò il 15 maggio 1881 e dalla quale ebbe sei figli. Fu durante questo periodo che si manifestò la sua visione filo-statunitense, dichiarando più volte nella sua corrispondenza con gli amici in madrepatria, che i cubani non erano pronti ad avere un governo autonomo, auspicando per questo motivo una annessione di Cuba da parte degli Stati Uniti.
Tornato negli Stati Uniti, ottenne la cittadinanza statunitense e aprì una scuola privata bilingue di ispirazione quacchera, l'Instituto Estrada Palma, per giovani cubani presso il piccolo villaggio di Central Valley nello stato di New York.
A partire dal 1892 aderì al partito rivoluzionario cubano fondato da José Martí, il Partido Revolucionario Cubano. Allo scoppio della guerra d'indipendenza cubana nel 1895, Estrada Palma fu a capo della giunta rivoluzionaria con sede a New York, con il compito di trovare finanziamenti e sovvenzioni in favore dei rivoltosi; alla morte del fondatore del movimento, nel maggio del 1895, Estrada Palma ne divenne leader.

### Il primo mandato presidenziale
Dopo l'entrata degli Stati Uniti nel conflitto, la Spagna fu costretta alla resa e l'isola cubana fu retta dal governatore militare di Cuba, il generale statunitense Leonard Wood, dal 1899 al 1902, quando, a seguito di libere elezioni, Estrada Palma venne eletto primo Presidente di Cuba.
La sua elezione fu il frutto sia del forte appoggio statunitense, sia anche di quello del partito liberale guidato da José Miguel Gómez che di quello nazionalista capitanato da Alfredo Zayas; e fu per questo che il suo rivale, il generale Bartolomé Masó, ritirò la sua candidatura in segno di protesta per la forte ingerenza statunitense. Eletto ufficialmente il 31 dicembre 1901, Estrada Palma condusse una politica fortemente legata a quella del presidente statunitense Theodore Roosevelt, e condusse a numerose concessioni nei confronti degli alleati americani, non ultima il Platt Amendment, stipulato nel 1901, con il quale si regolava il ritiro delle truppe statunitensi dall'isola e si concedeva agli Stati Uniti l'utilizzo di determinate porzioni del territorio cubano, compresa la base navale di Guantánamo.
Sempre in linea con la sua politica filo-statunitense, Estrada Palma firmò il 17 febbraio 1903 il Trattato Cubano-Americano con il quale Cuba concedeva in affitto il territorio della base navale di Guantanamo sulla quale gli Stati Uniti avrebbero avuto pieno diritto di giurisdizione e controllo, fatta eccezione per la sovranità territoriale che rimase nelle mani di Cuba. Oltre alla base di Guantanamo, lo stesso trattato concesse altre porzioni di territorio quali Bahía Honda, Cienfuegos e la baia di Nipe, lungo la costa nord-orientale dell'isola.

### La rivolta delle opposizioni e le dimissioni
Il 1º dicembre 1905, dopo una violenta campagna elettorale, Estrada Palma venne rieletto con il sostegno dei moderati, ma la sua elezione venne immediatamente contestata dalla fazione liberale che lo accusò di brogli elettorali. Nell'agosto del 1906 i suoi oppositori scesero in strada, ed Estrada si appellò alle clausole del Platt Amendment per richiedere l'intervento militare statunitense per sedare la rivolta. Per nulla intenzionato ad assecondare il presidente cubano, Theodore Roosevelt inviò invece dei militari il suo ministro della guerra, William Howard Taft, che aveva il compito di mediare tra il presidente cubano ed i suoi oppositori. Rifiutandosi di presenziare a qualsiasi tentativo di conciliazione fintanto che i ribelli non avessero posato le armi, Estrada Palma, rendendosi conto che i suoi alleati statunitensi non avrebbero mai accettato di intervenire militarmente, decise di dare le sue dimissioni dalla carica di Presidente di Cuba il 28 settembre 1906.
Il giorno successivo, dopo che circa 200 marines statunitensi erano sbarcati sull'isola, gli Stati Uniti instaurarono un Governo Provvisorio retto dal Taft in qualità Governatore Provvisorio di Cuba che sarebbe durato dal 1906 al 1908, mentre Estrada Palma il 2 ottobre 1906 abbandonò la capitale per recarsi nella città di Matanzas.